# مسمومیت اسهال‌آور با صدف
مسمومیت اسهال‌آور با صدف (انگلیسی: Diarrhetic shellfish poisoning) که به اختصار «DSP» نامیده می‌شود، یکی از چهار مسمومیت مهمی است که در اثرِ مصرف صدف ایجاد می‌شود.
علائم این بیماری شاملِ تهوع، استفراغ، اسهال و دل‌پیچه است و معمولاً نیم ساعت پس از مصرفِ صدفِ آلوده آغاز شده و حدود یک روز به‌طول می‌انجامد. البته در مسمومیتی که اخیراً در کشور فرانسه گزارش شد، علائمِ مبتلایان، پس از ۳۶ ساعت از مصرفِ صدف چروک، خود را نشان داده بود.
عاملِ مسمومیت‌زا در این بیماری، «اسید اوکادائیک» نام دارد که منجر به مهارِ دفسفریلاسیونِ سلولی در روده‌های باریک می‌شود. در نتیجه سلول‌های مذکور بشدت به آب نفوذپذیر شده و اسهالی شدید رخ می‌دهد که می‌تواند منجر به کم‌آبی بدن شود. شایانِ ذکر است، تاکنون هیچ موردِ مرگباری از این بیماری گزارش نشده است.